# Calciatore dell'anno (Irlanda del Nord)
Il premio calcistico Ireland of North Football Writers' Association Player of the Year (spesso chiamato il calciatore NIFWA dell'anno) è un premio annuale dato al giocatore che stato giudicato il migliore della stagione nel campionato IFA Premiership. Si tratta di uno dei due premi annuali della Federcalcio dell'Irlanda del Nord, con l'altro che è lo Ulster footballer of the Year. Il premio è stato assegnato la prima volta nella stagione 1969-1970 e il vincitore viene scelto tramite una votazione tra i membri dell'associazione.
Il primo vincitore del premio è stato Des Dickson del Coleraine FC.
Il giocatore ad aver ricevuto più volte il premio è Glenn Ferguson, che ha raccolto il premio in tre occasioni, l'ultima delle quali è stata nel 2006. Altri due giocatori hanno vinto il premio due volteː Ivan Murray è stato il primo dei due con il secondo premio nel 1975 e Vinny Arkins è stato il più recente, con il secondo premio nel 2002.

## Vincitori
| Anno    | Calciatore         | Nazionalità      | Squadra      | Vincitori premio Ulster |
| ------- | ------------------ | ---------------- | ------------ | ----------------------- |
| 1969–70 | Des Dickson        | Irlanda del Nord | Coleraine    | —                       |
| 1970–71 | Bryan Hamilton     | Irlanda del Nord | Linfield     | UFY                     |
| 1971–72 | Billy Humphries    | Irlanda del Nord | Ards         | UFY                     |
| 1972–73 | John McPolin       | Irlanda del Nord | Crusaders    | —                       |
| 1973–74 | Ivan Murray        | Irlanda del Nord | Coleraine    | —                       |
| 1974–75 | Ivan Murray (2)    | Irlanda del Nord | Coleraine    | —                       |
| 1975–76 | Warren Feeney      | Irlanda del Nord | Glentoran    | UFY                     |
| 1976–77 | Billy Caskey       | Irlanda del Nord | Glentoran    | —                       |
| 1977–78 | Jim Martin         | Irlanda del Nord | Linfield     | UFY                     |
| 1978–79 | Ray McGuigan       | Irlanda del Nord | Glenavon     | —                       |
| 1979–80 | Lindsay McKeown    | Irlanda del Nord | Linfield     | UFY                     |
| 1980–81 | Gary Blackledge    | Irlanda del Nord | Glentoran    | —                       |
| 1981–82 | Felix Healy        | Irlanda del Nord | Coleraine    | UFY                     |
| 1982–83 | George Dunlop      | Irlanda del Nord | Linfield     | —                       |
| 1983–84 | Billy Murray       | Irlanda del Nord | Linfield     | —                       |
| 1984–85 | Martin McGaughey   | Irlanda del Nord | Linfield     | UFY                     |
| 1985–86 | Trevor Anderson    | Irlanda del Nord | Linfield     | —                       |
| 1986–87 | Damien Byrne       | Irlanda          | Ards         | —                       |
| 1987–88 | Alan Paterson      | Irlanda del Nord | Glentoran    | UFY                     |
| 1988–89 | Marty Magee        | Irlanda del Nord | Portadown    | —                       |
| 1989–90 | Ollie Ralph        | Irlanda          | Newry Town   | UFY                     |
| 1990–91 | Stephen McBride    | Irlanda del Nord | Glenavon     | UFY                     |
| 1991–92 | Raymond Morrison   | Irlanda del Nord | Glentoran    | UFY                     |
| 1992–93 | Paul Byrne         | Irlanda          | Bangor       | —                       |
| 1993–94 | Noel Bailie        | Irlanda del Nord | Linfield     | UFY                     |
| 1994–95 | Kevin McKeown      | Scozia           | Crusaders    | UFY                     |
| 1995–96 | Peter Kennedy      | Irlanda del Nord | Portadown    | UFY                     |
| 1996–97 | Stephen Baxter     | Irlanda del Nord | Crusaders    | UFY                     |
| 1997–98 | Marty Tabb         | Irlanda del Nord | Cliftonville | UFY                     |
| 1998–99 | John Devine        | Irlanda del Nord | Glentoran    | UFY                     |
| 1999–00 | Vinny Arkins       | Irlanda          | Portadown    | UFY                     |
| 2000–01 | Glenn Ferguson     | Irlanda del Nord | Linfield     | UFY                     |
| 2001–02 | Vinny Arkins (2)   | Irlanda          | Portadown    | —                       |
| 2002–03 | Gary Smyth         | Irlanda del Nord | Glentoran    | UFY                     |
| 2003–04 | Glenn Ferguson (2) | Irlanda del Nord | Linfield     | UFY                     |
| 2004–05 | Mark Glendinning   | Irlanda del Nord | Glentoran    | —                       |
| 2005–06 | Glenn Ferguson (3) | Irlanda del Nord | Linfield     | UFY                     |
| 2006–07 | William Murphy     | Irlanda del Nord | Linfield     | UFY                     |
| 2007–08 | Michael Gault      | Irlanda del Nord | Linfield     | —                       |
| 2008–09 | Chris Scannell     | Irlanda del Nord | Cliftonville | UFY                     |
| 2009–10 | Rory Patterson     | Irlanda del Nord | Coleraine    | UFY                     |
| 2010–11 | Stuart Dallas      | Irlanda del Nord | Crusaders    |                         |
| 2011–12 | Chris Morrow       | Irlanda del Nord | Crusaders    |                         |
| 2012–13 | Liam Boyce         | Irlanda del Nord | Cliftonville | UFY                     |
| 2013–14 | Joe Gormley        | Irlanda del Nord | Cliftonville | UFY                     |
| 2014–15 | Paul Heatley       | Irlanda del Nord | Crusaders    | UFY                     |
| 2015–16 | Billy Joe Burns    | Irlanda del Nord | Crusaders    | UFY                     |
| 2016–17 | Jamie Mulgrew      | Irlanda del Nord | Linfield     | UFY                     |

### Più premi vinti da giocatori
| Giocatore      | Totale | Anni             |
| -------------- | ------ | ---------------- |
| Glenn Ferguson | 3      | 2001, 2004, 2006 |
| Ivan Murray    | 2      | 1974, 1975       |
| Vinny Arkins   | 2      | 2000, 2002       |

### Premi vinti per nazione
| Nazione          | Calciatori | Totale |
| ---------------- | ---------- | ------ |
| Irlanda del Nord | 37         | 41     |
| Irlanda          | 4          | 5      |
| Scozia           | 1          | 1      |

### Premi vinti per squadra
| Squadre      | Calciatori | Totale |
| ------------ | ---------- | ------ |
| Linfield     | 11         | 13     |
| Glentoran    | 8          | 8      |
| Crusaders    | 6          | 6      |
| Coleraine    | 4          | 5      |
| Cliftonville | 4          | 4      |
| Portadown    | 3          | 4      |
| Ards         | 2          | 2      |
| Glenavon     | 2          | 2      |
| Bangor       | 1          | 1      |
| Newry Town   | 1          | 1      |